# Shahram Entekhabi
Shahram Entekhabi (* 22. Januar 1963 in Borudscherd, Iran) ist ein deutsch-iranischer Künstler mit den Schwerpunkten Videokunst, Fotografie, Malerei, Installationen, Aktionskunst, Live Art und Performances.

## Leben
1976 begann er sein Studium am Department für Grafik-Design an der Universität Teheran. 1979–82 studierte er Architektur, Stadtplanung und italienische Sprache in Perugia und Reggio Calabria in Italien. 1983 wechselte er nach Berlin (West) und arbeitete dort bis 2000 als freier Architekt. Seit Mitte der 1990er Jahre beschäftigte er sich zunehmend mit Fragen der visuellen Kultur und Kunst, bevor er ab 2001 ausschließlich als Bildender Künstler arbeitete. Seit dieser Zeit nimmt er an zahlreichen internationalen Ausstellungen und Projekten teil. Von 2003 bis 2005 kollaborierte er mit der niederländischen Literaturwissenschaftlerin, Kultur- und Kunsthistorikerin Mieke Bal über Fragen der Post-Migration und Migration als Ausdruck einer Ästhetik des Alltäglichen. 2004 war er visiting fellow am Baker-Nord Center for the Humanities der Case Western Reserve University in Cleveland/Ohio (USA). 2006 erhielt er das VASL Stipendium in Lahore, Pakistan.

## Kunst
Die künstlerische Arbeit von Shahram Entekhabi bezieht sich auf das Regelwerk des urbanen Raums und ist inspiriert von dem Konzept des „Flaneurs“ aus den Schriften Charles Baudelaires. Den öffentlichen Raum betrachtet er als hierarchisiert und von Aktivitäten des weißen, heterosexuellen Mannes aus der Mittelklasse dominiert. In seinen Performances, architektonischen Interventionen und Videoarbeiten versucht er, Alternativen zu dieser Praxis zu entwickeln.
In der Videoarbeit "i?" von 2004 trat erstmals die Figur des so genannten “Migranten” auf, die von da an zu einem wichtigen Faktor in seiner künstlerischen Arbeit wurde. Die Figur, die Entekhabi immer selbst verkörpert, trägt einen billigen Anzug, ein bis zum Hals zugeknöpftes Oberhemd und billige, unmoderne Schuhe. In einer bewussten Geste adaptiert Entekhabi damit bestimmte Attribute, die die Figur als Zugehörigen zur Gruppe der sogenannten Gastarbeiter kennzeichnet, wie sie in Westdeutschland seit dem Wirtschaftswunder der 1950er Jahre rekrutiert wurden.
Dabei überzeichnet Entekhabi die Figur mitunter slapstickhaft, indem er sein Gesicht in einer ausdrucksarmen Statik gefrieren lässt, ein spezielles Make-up verwendet und auch seinem Gang in den bis zum „Hochwasser“ hinaufgezogenen Hosen eine komische Ungelenkigkeit verleiht, die an Filmfiguren der 1920er Jahre, wie etwa Buster Keaton, erinnert. Damit schlägt Entekhabi einen Bogen in die Vergangenheit, wobei er gleichzeitig die Figur in absolut zeitgenössischen und gegenwärtigen Situationen agieren lässt. Gewissermaßen stellt er damit zur Disposition, inwieweit sich das Bild des Gastarbeiters in der westlichen Gesellschaft überhaupt geändert hat oder nicht vielmehr einer extremen Statik unterworfen ist. Indem er sich selber diese Figur verkörpern lässt, thematisiert er, der als iranischer Staatsbürger seit über 20 Jahren in Berlin lebt, das komplexe und dichotomische Verhältnis von Fremdwahrnehmung und Selbstwahrnehmung, die Frage nach dem Sehen und dem Gesehen-Werden.
In späteren Arbeiten (“Miguel”, “Mladen”, “Mehmet”, “Islamic Star” (alle 2006)), hat Entekhabi die Figur des Migranten – wie in einer multiplen Persönlichkeitsstörung – aufgespalten und in einer Radikalisierung seines Ausgangskonzepts neue Versionen der Figur entwickelt. Immer kommt es ihm dabei auf klischierte Vorstellungen über Migranten an, darauf, uns einen Spiegel vorzuhalten und die negativen Bilder von Chauvinismus, Terrorismus und Kriminalität, die – besonders seit den Terroranschlägen am 11. September 2001 – vielfach in den westlichen Gesellschaften über männliche Migranten ausgebildet wurden, zurückzuwerfen.
Außerdem setzt er sich seit 2001 auch verstärkt mit der kulturellen Praxis in seinem Heimatland Iran auseinander. Er bedeckt in Modemagazinen, Werbeprospekten sowie auf Reproduktionen persischer Miniaturen, modernen Plakaten und Postkarten sämtliche weibliche Figuren mit einem Schleier. Mit dem Übermalen von Frauenfiguren mit dem Tschador bezieht er sich auf die iranische Gesetzgebung, die Frauen Ganzkörperverhüllung vorschreibt, sowie die Zensur von Frauenbildern in Büchern und Zeitschriften in der Zeit der Islamischen Revolution.

## Ausstellungen (Auswahl)
- 2011: Nothing Gold an Stay, Other Gallery, Beijing, China
- 2010: Road Movies, The Cogut Center for the Humanities, Brown, University, Providence, RI, USA
- 2007: santralistanbul, Istanbul - Turkey
- 2006: Galerie Anita Beckers, Frankfurt a. Main
- 2004: Case Gallery, Case Western Reserve University, Cleveland
- 2004: National Center for Contemporary Art/NCCA, Moscow